# Барятінський район
Барятінський район (рос. Барятинский район) — муніципальне утворення в Калузькій області Росії. Адміністративний центр — село Барятіно.

## Географія
Площа території району — 1110,3 км².
Понад дві третини району розташовані на Барятінсько-Сухиницькій рівнині. На півночі виступають окремі висоти Спас-Деменської гряди, і тут же знаходиться найвища точка рельєфу області на висоті 279 метрів — так звана Зайцева Гора.
Основні річки — Неручь, Ужать, Ворона, Дегна.

## Історія
Район був утворений 1 жовтня 1929 року у складі Сухиницького округу Західної області.
27 вересня 1937 року Західна область була скасована, і Барятінський район увійшов до складу новоствореної Смоленської області.
5 липня 1944 року Барятінський район переданий до складу новоствореної Калузької області.
В 1962 році був приєднаний до Спас-Деменського району, але через 3 роки повернутий, як Барятінський.

## Відомі уродженці
- Єршов Михайло Іванович — радянський кінорежисер і сценарист. Заслужений діяч мистецтв РРФСР (1965). Народний артист РРФСР (1977).